# George Wiley (militant)
 (novembre 2024).
Si vous disposez d'ouvrages ou d'articles de référence ou si vous connaissez des sites web de qualité traitant du thème abordé ici, merci de compléter l'article en donnant les références utiles à sa vérifiabilité et en les liant à la section « Notes et références ».
George Alvin Wiley, né le 26 février 1931 et mort le 8 août 1973, est un militant américain leader au sein du mouvement des droits civiques[source insuffisante] et, par ailleurs, un professeur de chimie reconnu[réf. nécessaire].

## Biographie

### Jeunesse et carrière universitaire de chimiste
George Wiley, l'un des six enfants d'un père commis des postes, naît à Bayonne, dans le New Jersey (États-Unis). La famille de Wiley déménage ensuite à Warwick, dans le Rhode Island.
Wiley obtient son diplôme de premier cycle à l'université du Rhode Island en 1953. Il obtient ensuite un doctorat en chimie de l'université Cornell en 1957 puis, par la suite, une bourse de recherche postdoctorale à l'université de Californie à Los Angeles.
George Wiley enseigne pendant deux ans à l'université de Californie à Berkeley avant de prendre un poste d'enseignant à l'université de Syracuse en 1960.

### Engagement militant et création de la NWRO
En 1960, il fonde la section locale du Congress of Racial Equality à Syracuse. En mai 1966, avec deux de ses associés du CORE, ils créent le Poverty/Rights Action Center qui doit devenir un siège permanent pour coordonner les efforts des organisations de défenses des familles pauvres. Le premier projet du P/RAC consistait à planifier une série de manifestations qui devaient être coordonnées avec une marche des bénéficiaires de l'aide sociale de Cleveland à Columbus.
En août 1967, les délégués de 67 organisations locales de défense des droits sociaux se réunissent à Washington et adoptent une constitution pour former la National Welfare Rights Organization (en). Johnnie Tillmon (en) devient le premier président de la NWRO. George Wiley en sera le directeur exécutif.
Pendant les premiers mois du nouveau mouvement, le National Welfare Rights Organization réduit son champ d'action, passant d'une tentative de créer un mouvement qui engloberait tous les pauvres à une concentration sur les personnes qui reçoivent une assistance publique, les bénéficiaires de l'aide sociale étant plus faciles à organiser.